# ルゥティン
ルゥ ティン（Ru Thing、1993年12月21日 - ）は、日本の女性声優。中国生まれ、大阪府育ち。アイムエンタープライズ所属。

## 経歴・人物
日本ナレーション演技研究所の卒業生。その後、アイムエンタープライズに所属し、2013年より声優キャリアを開始。
趣味はイラスト、ピアノ、舞台・映画鑑賞。

## 出演
太字はメインキャラクター。

### テレビアニメ
2010年代
- 俺の彼女と幼なじみが修羅場すぎる（2013年、女子生徒B）
- アイドルマスター シンデレラガールズ（2015年、塩見周子）
- 不機嫌なモノノケ庵（2016年、女生徒C）
- ラブライブ！サンシャイン!!（2016年、女子生徒）
- アイドルマスター シンデレラガールズ劇場（2017年 - 2019年、塩見周子） - 4シリーズ

2020年代
- SELECTION PROJECT（2021年、当麻なな、松下理沙〈後輩〉、澤部涼子〈ボイストレーナー〉、大暮絹代〈ダンス講師〉、香山紗友〈メイクB〉 他）
- アイドリッシュセブン Third BEAT!（2022年、女性ファンA、女性観客）
- 魔法少女マジカルデストロイヤーズ（2023年、メイド長、モブ、ひまわり）
- アイドルマスター シンデレラガールズ U149（2023年、塩見周子）
- アリス・ギア・アイギス Expansion（2023年、小鳥遊怜、籠目深紗希）
- 魔法少女にあこがれて（2024年、こりす母、花菱みふゆ）
- アークナイツ【焔燼曙明/RISE FROM EMBER】（2025年、ファイヤーウォッチ）

### Webアニメ
- アイドルマスター シンデレラガールズ劇場 Extra Stage（2020年、塩見周子）

### ゲーム
2014年
- 激突！ブレイク学園（柿徹子、紺青春香、大首涼、加手奈千代、半栗みいる、弁天堂牡丹）
- 天空のクラフトフリート（ステラ、ラスティ、ファティマ、ティア）
- Tokyo 7th シスターズ（2014年 - 2019年、前園リシュリ）
- ナイツオブガールズ（氷国の使者ミーレ、黄泉の精霊デュランダル、冥界の弓士アムラ、純麗の槍士ミル）
- 魔女のニーナとツチクレの戦士（シャンテ、ディオネ）

2015年
- アイドルマスター シンデレラガールズ（2015年 - 2024年、塩見周子） - 3作品
- ブレイブソード×ブレイズソウル

2016年
- ウチの姫さまがいちばんカワイイ（カレン・カペー）
- 城姫クエスト（岩櫃城、佐和山城）
- スターレット（スフレ）
- ブレイジング オデッセイ（リンダ）

2017年
- 刻のイシュタリア（ミルテール、バイクゥ、ギャラハッド）
- 強くてNEW GAME（ツァラ、クエスタ）
- 編隊少女 -フォーメーションガールズ-（メイジー・シャープ）

2018年
- アリス・ギア・アイギス (2018年 - 2024年、小鳥遊怜、籠目深沙希 ）

2020年
- ベースボールスーパースターズ （ミナ、ミホ、プリシア）
- ビビッドアーミー（イザベラ）
- かんぱに☆ガールズ（オナシア・スミシー）
- アークナイツ（ヘイズ、ファイヤーウォッチ）

2022年
- ヴェルヴェット・コード（寧海、平海）

2023年
- 六本木サディスティックナイト（圷アマネ）

2024年
- リバース:1999（ミス・キンバリー）

2025年
- ペルソナ5: The Phantom X（李瑤鈴）

### ドラマCD
- アイドルマスター シンデレラガールズ 「Challenges to change」（2016年、塩見周子[30]）※テレビアニメ BD / DVD 第8巻 完全生産限定版特典ドラマCD
- アイドルマスター シンデレラガールズ WILD WIND GIRL（2017年、塩見周子）※第2巻特装版オリジナルCD
- Fairy-AID CD Theater vol.5 Arisa（2022年、柊笛羽[31]）
- ドラマCD「朧月のレゴリス アリス・ギア・アイギス外伝」ようこそムラクモ町田へ（2023年、小鳥遊怜[32]）

### デジタルコミック
- 悪役令嬢レベル99 〜私は裏ボスですが魔王ではありません〜（2021年、教師 ほか[33]）
- 伯爵令嬢は犬猿の仲のエリート騎士と強制的につがいにさせられる（2024年、コルネリア[34]）

### インターネット番組
- らりルゥれろ（2018年 - 2025年、ニコニコ生放送・YouTube）[35]
- ル美子さん（2019年、ニコニコチャンネル・YouTube）

### 映像商品
- 『マッチングアプリ:アップルボム(仮)』（2023年7月26日-30日、シアターサンモール）- ピョモンテ・ドンブリコ

### その他コンテンツ
- スニッカーズ「#スニッカーズの写真ツイートでシンデレラガールズからリプが届くかも!?略して #スニリプ」キャンペーン（塩見周子[36]）
- アニメ『アイドルマスター シンデレラガールズ劇場 2nd SEASON』DVD/BD 第2巻 特典CD「なんちゃってコメンタリー」
- 『勇者に全部奪われた俺は勇者の母親とパーティを組みました!』コミックス3巻発売記念PV～ミサキ編～（2024年、ミサキ[37]）

## ディスコグラフィ

### キャラクターソング
| 発売日   | 商品名 | 歌 | 楽曲                                                   | 備考                                                                     |
| 2015年   | 2015年 | 2015年 | 2015年                                                 | 2015年                                                                   |
| -------- | --- | --- | ------------------------------------------------------ | ------------------------------------------------------------------------ |
| 7月29日  | THE IDOLM@STER CINDERELLA MASTER Absolute NIne                                                              | THE IDOLM@STER CINDERELLA GIRLS! | 「Absolute NIne」                                      | ゲーム『アイドルマスター シンデレラガールズ』関連曲                      |
| 7月29日  | THE IDOLM@STER CINDERELLA MASTER Absolute NIne                                                              | THE IDOLM@STER CINDERELLA GIRLS for BEST5! | 「つぼみ」                                             | ゲーム『アイドルマスター シンデレラガールズ』関連曲                      |
| 11月18日 | THE IDOLM@STER CINDERELLA MASTER 039 塩見周子                                                               | 塩見周子（ルゥティン） | 「青の一番星」                                         | ゲーム『アイドルマスター シンデレラガールズ』関連曲                      |
| 2016年   | | |                                                        |                                                                          |
| 5月18日  | THE IDOLM@STER CINDERELLA GIRLS STARLIGHT MASTER 02 Tulip                                                   | 速水奏（飯田友子）、塩見周子（ルゥティン）、城ヶ崎美嘉（佳村はるか）、宮本フレデリカ（髙野麻美）、一ノ瀬志希（藍原ことみ） | 「Tulip（M@STER VERSION）」                            | ゲーム『アイドルマスター シンデレラガールズ スターライトステージ』関連曲 |
| 6月29日  | THE IDOLM@STER CINDERELLA MASTER Cool jewelries! 003                                                        | 鷺沢文香（M・A・O）、速水奏（飯田友子）、橘ありす（佐藤亜美菜）、塩見周子（ルゥティン）、二宮飛鳥（青木志貴） | 「咲いてJewel」 「Near to You」                        | ゲーム『アイドルマスター シンデレラガールズ』関連曲                      |
| 6月29日  | THE IDOLM@STER CINDERELLA MASTER Cool jewelries! 003                                                        | 塩見周子（ルゥティン） | 「Reset」                                              | ゲーム『アイドルマスター シンデレラガールズ』関連曲                      |
| 9月2日   | THE IDOLM@STER CINDERELLA GIRLS 4thLIVE TriCastle Story Starlight Castle 会場オリジナルCD                   | 塩見周子（ルゥティン） | 「Tulip（M@STER VERSION）」                            | ゲーム『アイドルマスター シンデレラガールズ スターライトステージ』関連曲 |
| 2017年   | | |                                                        |                                                                          |
| 2月8日   | THE IDOLM@STER CINDERELLA MASTER EVERMORE                                                                   | 相葉夕美（木村珠莉）、五十嵐響子（種﨑敦美）、市原仁奈（久野美咲）、一ノ瀬志希（藍原ことみ）、大槻唯（山下七海）、片桐早苗（和氣あず未）、鷺沢文香（M・A・O）、櫻井桃華（照井春佳）、塩見周子（ルゥティン）、橘ありす（佐藤亜美菜）、中野有香（下地紫野）、二宮飛鳥（青木志貴）、速水奏（飯田友子）、姫川友紀（杜野まこ）、宮本フレデリカ（髙野麻美） | 「Near to You」                                        | ゲーム『アイドルマスター シンデレラガールズ』関連曲                      |
| 2月8日   | THE IDOLM@STER CINDERELLA MASTER EVERMORE                                                                   | 大橋彩香、福原綾香、原紗友里、藍原ことみ、青木志貴、青木瑠璃子、飯田友子、五十嵐裕美、今井麻夏、上坂すみれ、内田真礼、桜咲千依、大空直美、大坪由佳、金子真由美、金子有希、木村珠莉、黒沢ともよ、佐藤亜美菜、下地紫野、洲崎綾、鈴木絵理、髙野麻美、高森奈津美、立花理香、種﨑敦美、千菅春香、東山奈央、長島光那、原優子、早見沙織、春瀬なつみ、渕上舞、牧野由依、松井恵理子、松嵜麗、三宅麻理恵、村中知、杜野まこ、安野希世乃、山下七海、山本希望、佳村はるか、ルゥティン、和氣あず未 | 「EVERMORE（4thLIVE MIX）」                            | ゲーム『アイドルマスター シンデレラガールズ』関連曲                      |
| 8月9日   | THE IDOLM@STER CINDERELLA GIRLS MASTER SEASONS SUMMER!                                                      | 塩見周子（ルゥティン）、橘ありす（佐藤亜美菜）、松永涼（千菅春香） | 「夏恋 -NATSU KOI-」                                   | ゲーム『アイドルマスター シンデレラガールズ』関連曲                      |
| 2018年   | | |                                                        |                                                                          |
| 8月22日  | THE IDOLM@STER CINDERELLA GIRLS STARLIGHT MASTER 20 リトルリドル                                            | 塩見周子（ルゥティン） | 「Private Sign」                                       | ゲーム『アイドルマスター シンデレラガールズ スターライトステージ』関連曲 |
| 8月31日  | - | 塩見周子（ルゥティン） | 「お願い！シンデレラ」                                 | ゲーム『アイドルマスター シンデレラガールズ スターライトステージ』関連曲 |
| 11月9日  | THE IDOLM@STER CINDERELLA GIRLS 6thLIVE MERRY-GO-ROUNDOME!!! MASTER SEASONS SUMMER! SOLO REMIX              | 塩見周子（ルゥティン） | 「夏恋 -NATSU KOI-」                                   | ゲーム『アイドルマスター シンデレラガールズ』関連曲                      |
| 2019年   | | |                                                        |                                                                          |
| 2月20日  | THE IDOLM@STER CINDERELLA GIRLS STARLIGHT MASTER 26 美に入り彩を穿つ                                        | 小早川紗枝（立花理香）、塩見周子（ルゥティン） | 「美に入り彩を穿つ（M@STER VERSION）」                 | ゲーム『アイドルマスター シンデレラガールズ スターライトステージ』関連曲 |
| 3月20日  | 花咲キオトメ                                                                                                | 七花少女 | 「花咲キオトメ」 「スノードロップ」                    | ゲーム『Tokyo 7th シスターズ』関連曲                                     |
| 7月17日  | THE IDOLM@STER CINDERELLA GIRLS STARLIGHT MASTER 30 ガールズ・イン・ザ・フロンティア                        | 渋谷凛（福原綾香）、早坂美玲（朝井彩加）、木村夏樹（安野希世乃）、小日向美穂（津田美波）、塩見周子（ルゥティン） | 「ガールズ・イン・ザ・フロンティア（M@STER VERSION）」 | ゲーム『アイドルマスター シンデレラガールズ スターライトステージ』関連曲 |
| 11月13日 | THE IDOLM@STER CINDERELLA MASTER 3chord for the Pops!                                                       | 輿水幸子（竹達彩奈）、塩見周子（ルゥティン）、相葉夕美（木村珠莉） | 「不埒なCANVAS」                                       | ゲーム『アイドルマスター シンデレラガールズ』関連曲                      |
| 12月4日  | マイ・グラデイション/SCARLET                                                                                | 七花少女 | 「マイ・グラデイション」                               | ゲーム『Tokyo 7th シスターズ』関連曲                                     |
| 2020年   | | |                                                        |                                                                          |
| 2月14日  | THE IDOLM@STER CINDERELLA GIRLS 7thLIVE TOUR Special 3chord♪ Glowing Rock! 会場オリジナルCD                 | 塩見周子（ルゥティン） | 「美に入り彩を穿つ（M@STER VERSION）」                 | ゲーム『アイドルマスター シンデレラガールズ スターライトステージ』関連曲 |
| 10月7日  | THE IDOLM@STER CINDERELLA GIRLS Live Broadcast 24magic 〜シンデレラたちの24時間生放送！〜 オリジナルCD      | 塩見周子（ルゥティン） | 「ガールズ・イン・ザ・フロンティア（M@STER VERSION）」 | ゲーム『アイドルマスター シンデレラガールズ スターライトステージ』関連曲 |
| 2021年   | | |                                                        |                                                                          |
| 4月7日   | THE IDOLM@STER CINDERELLA GIRLS STARLIGHT MASTER GOLD RUSH! 07 Wish you Happiness!!                         | 辻野あかり（梅澤めぐ）、小早川紗枝（立花理香）、安部菜々（三宅麻理恵）、新田美波（洲崎綾）、ナターリア（生田輝）、塩見周子（ルゥティン）、浜口あやめ（田澤茉純） | 「Wish you Happiness!!（M@STER VERSION）」             | ゲーム『アイドルマスター シンデレラガールズ スターライトステージ』関連曲 |
| 4月7日   | THE IDOLM@STER CINDERELLA GIRLS STARLIGHT MASTER GOLD RUSH! 07 Wish you Happiness!!                         | 塩見周子（ルゥティン） | 「Wish you Happiness!!（M@STER VERSION）」             | ゲーム『アイドルマスター シンデレラガールズ スターライトステージ』関連曲 |
| 8月4日   | VOY@GER | THE IDOLM@STER FIVE STARS!!! | 「VOY@GER」                                            | 「アイドルマスターシリーズ」イメージソング                               |
| 8月4日   | VOY@GER シンデレラガールズ盤                                                                                | CINDERELLA GIRLS | 「VOY@GER」                                            | 「アイドルマスターシリーズ」イメージソング                               |
| 8月4日   | VOY@GER シンデレラガールズ盤                                                                                | 塩見周子（ルゥティン） | 「VOY@GER」                                            | 「アイドルマスターシリーズ」イメージソング                               |
| 11月10日 | THE IDOLM@STER CINDERELLA GIRLS 10th ANNIVERSARY M@GICAL WONDERLAND TOUR!!! MerryMaerchen Land オリジナルCD | 塩見周子（ルゥティン） | 「Absolute NIne」 「つぼみ」                           | ゲーム『アイドルマスター シンデレラガールズ』関連曲                      |
| 12月14日 | 秋の空とこころ コスモス                                                                                     | 七花少女 | 「秋の空とこころ コスモス」                            | ゲーム『Tokyo 7th シスターズ』関連曲                                     |
| 2022年   | | |                                                        |                                                                          |
| 1月26日  | THE IDOLM@STER CINDERELLA MASTER キセキの証 & Let's Sail Away!!! & ココカラミライヘ！                       | 十時愛梨（原田ひとみ）、神崎蘭子（内田真礼）、渋谷凛（福原綾香）、塩見周子（ルゥティン）、島村卯月（大橋彩香）、高垣楓（早見沙織）、安部菜々（三宅麻理恵）、本田未央（原紗友里）、北条加蓮（渕上舞）、鷺沢文香（M・A・O） | 「ココカラミライヘ！」                                 | ゲーム『アイドルマスター シンデレラガールズ』関連曲                      |
| 1月26日  | THE IDOLM@STER CINDERELLA MASTER キセキの証 & Let's Sail Away!!! & ココカラミライヘ！ 特別限定盤            | 塩見周子（ルゥティン） | 「ココカラミライヘ！」                                 | ゲーム『アイドルマスター シンデレラガールズ』関連曲                      |
| 2023年   | | |                                                        |                                                                          |
| 2月11日  | THE IDOLM@STER M@STERS OF IDOL WORLD!!!!! 2023 明日きみにJewel                                              | 塩見周子（ルゥティン） | 「咲いてJewel」                                        | ゲーム『アイドルマスター シンデレラガールズ』関連曲                      |
| 5月24日  | THE IDOLM@STER CINDERELLA GIRLS U149 ANIMATION MASTER 03 Nightwear                                          | 速水奏（飯田友子）、塩見周子（ルゥティン）、城ヶ崎美嘉（佳村はるか）、宮本フレデリカ（髙野麻美）、一ノ瀬志希（藍原ことみ） | 「Nightwear」                                          | テレビアニメ『アイドルマスター シンデレラガールズ U149』挿入歌           |
| 11月1日  | THE IDOLM@STER CINDERELLA GIRLS STARLIGHT MASTER PLATINUM NUMBER 11 悠久星涼                                | 椎名法子（都丸ちよ）、難波笑美（伊達朱里紗）、浜口あやめ（田澤茉純）、塩見周子（ルゥティン）、道明寺歌鈴（新田ひより） | 「悠久星涼（M@STER VERSION）」                         | ゲーム『アイドルマスター シンデレラガールズ スターライトステージ』関連曲 |
| 11月1日  | THE IDOLM@STER CINDERELLA GIRLS STARLIGHT MASTER PLATINUM NUMBER 11 悠久星涼                                | 塩見周子（ルゥティン） | 「悠久星涼（M@STER VERSION）」                         | ゲーム『アイドルマスター シンデレラガールズ スターライトステージ』関連曲 |
| 2024年   | | |                                                        |                                                                          |
| 9月11日  | THE IDOLM@STER CINDERELLA GIRLS STARLIGHT MASTER HEART TICKER! 09 神様！絶対だよ                            | 小早川紗枝（立花理香）、塩見周子（ルゥティン） | 「Enishi」                                             | ゲーム『アイドルマスター シンデレラガールズ スターライトステージ』関連曲 |

## ライブ・イベント

### 合同ライブ
| 出演日               | タイトル                                                                                          | 会場                                        |
| -------------------- | ------------------------------------------------------------------------------------------------- | ------------------------------------------- |
| 2015年11月29日       | THE IDOLM@STER CINDERELLA GIRLS 3rdLIVE シンデレラの舞踏会 - Power of Smile -                     | 幕張メッセ国際展示場 9-11番ホール（千葉県） |
| 2016年7月30日        | THE IDOLM@STER CINDERELLA GIRLS MEMORIAL PARADE                                                   | STUDIO COAST（東京都）                      |
| 2016年10月15日       | THE IDOLM@STER CINDERELLA GIRLS 4thLIVE TriCastle Brand New Castle                                | さいたまスーパーアリーナ（埼玉県）          |
| 2016年12月4日        | リスアニ! LIVE TAIWAN Supported by 戰鬥女子學園                                                   | 台北国際会議中心（台湾 台北市）             |
| 2017年6月9日・10日   | THE IDOLM@STER CINDERELLA GIRLS 5thLIVE TOUR Serendipity Parade!!! 大阪公演                       | 大阪城ホール（大阪府）                      |
| 2017年7月8日・9日    | THE IDOLM@STER CINDERELLA GIRLS 5thLIVE TOUR Serendipity Parade!!! 幕張公演                       | 幕張イベントホール（千葉県）                |
| 2017年8月13日        | THE IDOLM@STER CINDERELLA GIRLS 5thLIVE TOUR Serendipity Parade!!! さいたまスーパーアリーナ公演   | さいたまスーパーアリーナ（埼玉県）          |
| 2018年4月7日・8日    | THE IDOLM@STER CINDERELLA GIRLS Initial Mess@ge                                                   | 台北国際会議中心（台湾 台北市）             |
| 2018年7月21日        | Bilibili Macro Link- Star Phase × Anisong World Matsuri 2018                                      | メルセデス・ベンツアリーナ（中国 上海市）   |
| 2018年8月12日        | MOTTO ANISONG FESTIVAL 2018                                                                       | 中山紀念堂（中国 広州市）                   |
| 2018年9月8日・9日    | THE IDOLM@STER CINDERELLA GIRLS SS3A Live Sound Booth♪                                            | ヤマダグリーンドーム前橋（群馬県）          |
| 2018年11月10日・11日 | THE IDOLM@STER CINDERELLA GIRLS 6thLIVE MERRY-GO-ROUNDOME!!!                                      | メットライフドーム（埼玉県）                |
| 2019年7月13日・14日  | Tokyo 7th シスターズ 5th Anniversary Live -SEASON OF LOVE- in Makuhari Messe                      | 幕張メッセ国際展示場 9-11番ホール（千葉県） |
| 2019年10月19日・20日 | バンダイナムコエンターテインメントフェスティバル                                                  | 東京ドーム（東京都）                        |
| 2020年2月15日・16日  | THE IDOLM@STER CINDERELLA GIRLS 7thLIVE TOUR Special 3chord♪ Glowing Rock!                        | 京セラドーム大阪（大阪府）                  |
| 2021年1月9日         | THE IDOLM@STER CINDERELLA GIRLS Broadcast & LIVE Happy New Yell!!!                                | 幕張メッセ国際展示場 1-3番ホール（千葉県）  |
| 2021年7月3日・4日    | Tokyo 7th シスターズ Live - NANASUTA L-I-V-E!! - in PIA ARENA MM                                  | ぴあアリーナMM（神奈川県）                  |
| 2021年12月19日       | Tokyo 7th シスターズ Live NANASUTA L-I-V-E!! - Many merry party - in TOKYO DOME CITY HALL         | TOKYO DOME CITY HALL（東京都）              |
| 2021年12月25日・26日 | THE IDOLM@STER CINDERELLA GIRLS 10th ANNIVERSARY M@GICAL WONDERLAND TOUR!!! CosmoStar Land        | 愛知県国際展示場 ホールA（愛知県）          |
| 2022年2月26日・27日  | Tokyo 7th シスターズ Live Tokyo-7th FESTIVAL in Ryogoku Kokugikan                                 | 両国国技館（東京都）                        |
| 2022年4月2日・3日    | THE IDOLM@STER CINDERELLA GIRLS 10th ANNIVERSARY M@GICAL WONDERLAND!!!                            | ベルーナドーム（埼玉県）                    |
| 2022年7月3日         | xR ARTISTS SUPER FES 2022                                                                         | 有料生配信のみ                              |
| 2022年11月26日・27日 | THE IDOLM@STER CINDERELLA GIRLS Twinkle LIVE Constellation Gradation                              | ベルーナドーム（埼玉県）                    |
| 2023年6月10日・11日  | THE IDOLM@STER CINDERELLA GIRLS 燿城夜祭 -かがやきよまつり-                                       | 大阪城ホール（大阪府）                      |
| 2023年12月9日        | 異次元フェス アイドルマスター★♥ラブライブ!歌合戦                                                  | 東京ドーム（東京都）                        |
| 2024年6月16日        | THE IDOLM@STER CINDERELLA GIRLS UNIT LIVE TOUR ConnecTrip! 石川公演                               | 本多の森北電ホール（石川県）                |
| 2024年8月17日        | Tokyo 7th Sisters LIVE DIVE TO YOUR SKY!!                                                         | 幕張メッセ イベントホール（千葉県）         |
| 2025年4月26日・27日  | THE IDOLM@STER CINDERELLA GIRLS STARLIGHT STAGE 10th ANNIVERSARY TOUR Let’s AMUSEMENT!!! 東京公演 | 有明アリーナ（東京都）                      |